# Сінтхе
Сінтхе (кор. 신대, 新大, Sindae, Sindae; 89 — 179) — корейський ван, восьмий правитель держави Когурьо періоду Трьох держав.

## Біографія
Самгук Сагі називає його зведеним братом ванів Тхеджохо та Чхатхе. Інші джерела вважають, що він міг бути сином одного чи другого зі згаданих монархів.
За часів правління Чхатхе Сінтхе проживав в усамітнені в горах, а після смерті вана саме його було запропоновано покликати на трон. На той момент Сінтхе було вже 77 років. Самгук Юса ж каже, що саме Сінтхе вбив обох своїх попередників, щоб зайняти трон. Намагався стабілізувати ситуацію при дворі, залучивши синів Чхатхе та інших своїх опонентів до складу своєї адміністрації. З метою зміцнення королівської влади він створив посаду першого міністра (куксан).
169 та 172 року Когурьо зазнало нападів з боку Китаю, втім вану вдалось зберегти контроль над кордонами своїх володінь. Пізніше він уклав союз із племенами сяньбі, здійснивши спільну атаку на провінції Юцзю та Бейонцзю Династії Пізня Хань, однак значного успіху той напад не мав.
176 року Сінтхе проголосив спадкоємцем свого другого сина Намму, який зайняв трон після смерті батька 179 року під іменем Когукчхон.